# Guaviare (rzeka)

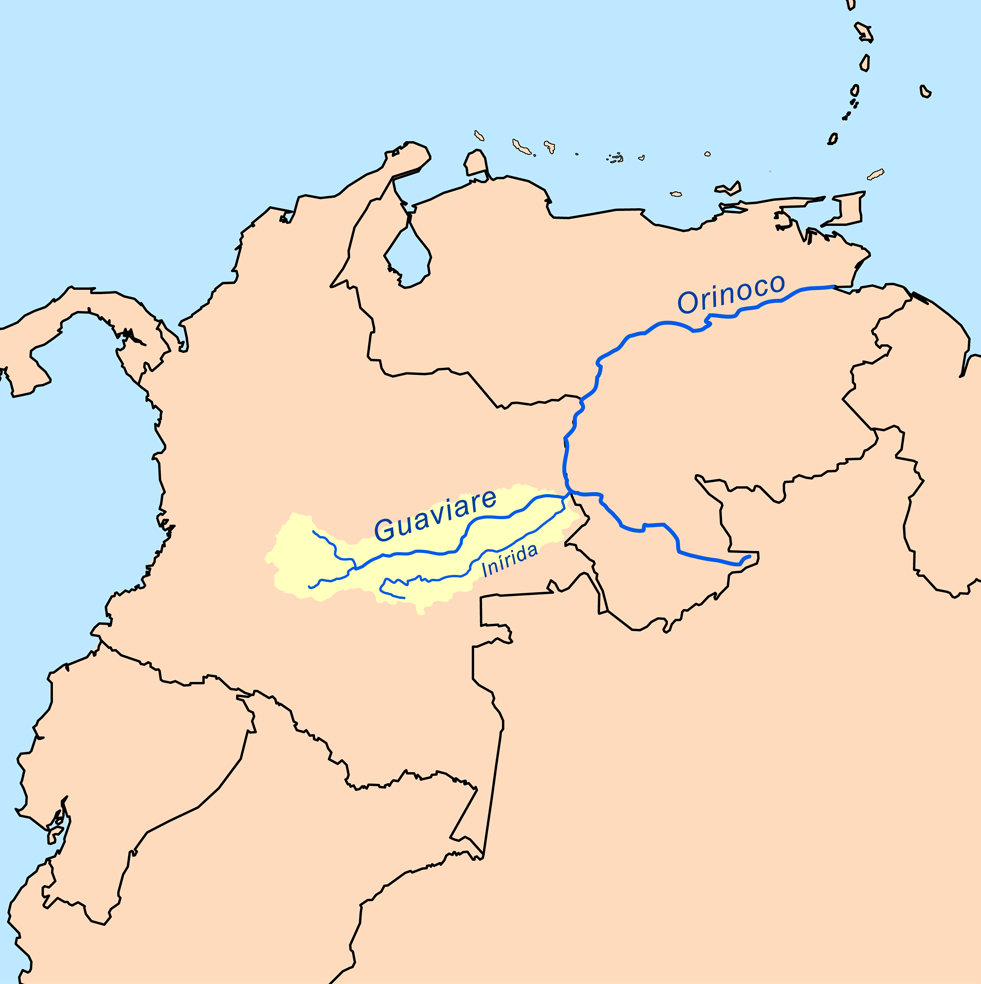
Zlewnia rzeki Guaviare

Guaviare – rzeka w Kolumbii. Długość 1300 km, powierzchnia dorzecza 140 000 km², średni przepływ 8200 m³/s.
Źródło rzeki znajduje się w Andach, a uchodzi ona do rzeki Orinoko.
Rzeka Guaviare jest w dużej części żeglowna.